# Berta de Blois
Berta de Blois (h. 1005 - h. 1080) fue una duquesa consorte de Bretaña y condesa consorte de Maine, casada en 1018 con Alano III, duque de Bretaña, y en 1046 con Hugo IV, conde de Maine. Era hija de Eudes II, conde de Blois y Ermengarda de Auvernia.